# La Cafetera Roja
Pour les articles homonymes, voir Roja.
La Cafetera Roja est un groupe musical européen de pop rock et hip-hop, originaire de Barcelone, en Espagne. Il est formé par Aurélia Campione, Anton Dirnberger, Chloé Legrand, Fiti Rodriguez, Nicolas Boudou et Heike Sehmsdorf.
Les six membres sont originaires de France, d'Autriche et d'Espagne. Ils chantent en anglais, en espagnol, en allemand et en français. Leur style musical s'étend sur les influences de chacun (rock, pop, hip-hop, musique latine et musique classique).  

## Histoire
Aurélia Campione (chant/guitare), Anton Dirnberger (rap/clavier), Chloé Legrand (guitare/chœurs), Fiti Rodriguez (chant/basse/chœurs), Nicolas Boudou (batterie) et Heike Sehmsdorf (violoncelle) se rencontrent en 2009 à Barcelone et fondent le groupe La Cafetera Roja. Ils rencontrent à Barcelone Mathias Chaumet, ingénieur son et propriétaire du MC Studio en France où ils enregistrent un premier album Calle Riereta. Le groupe fera ses premières scènes en France, c'est à ce moment que démarre la collaboration avec la structure Green Piste Records, label et producteur indépendant.
En 2011, le groupe sort un second album Louise Kick an Eyebrow, accueilli favorablement par des médias spécialisés comme Longueur d'ondes ou la Ferarock, et sur Radio France dans l'émission Le Fou du roi et Sous les étoiles exactement présenté par Serge Le Vaillant. Cette sortie d'album est accompagnée d'une tournée de plus de 150 dates essentiellement en France (dans des salles comme La Coopérative de Mai, El Mediator, et en festival comme Chorus des Hauts-de-Seine, le festival Au fil du son, Europavox, Aluna Festival), mais aussi en Espagne et en Autriche.
Le groupe sort un nouvel album Refugi Tape en 2014. Sur cet album, Jean Michel Mota remplace Heike Sehmsdorf au violoncelle. Le groupe fera une tournée autour de ce disque d'environ 150 dates et s'ouvre à de nouveaux territoires : l'Allemagne, le Luxembourg, la Suisse, la République tchèque ou encore la Hongrie avec le Sziget Festival.
En 2017, changement de batteur, Nicolas Boudou est remplacé par Pierre Jean Savin pour la sortie d'un nouvel album One Shot. On retrouve sur l'album de nombreux invités comme Mr Gikko, rappeur autrichien, Madjid Fahem, ou Laurent Kebous chanteur des Hurlements d'Léo. Ce nouvel album sera suivi par des médias nationaux comme RFI ou Europe 1. Nouvelle tournée qui passera par le Mama Festival en 2018, Le Berlin 3000 Festival ou encore l'Ardèche Aluna Festival.

## Collaborations
En 2016, La Cafetera Roja participe sur l'album Les Hurlements d'Léo chantent Mano Solo avec le titre Barbès Clichy.  En 2017, La Cafetera Roja invite sur son album de nombreux musiciens et chanteurs issus d'univers variés comme Mr Gikko, rappeur autrichien, Madjid Fahem à la guitare, le rappeur Abdouramane Sakho aka Hame rek, Sonja Fleschutt à la clarinette, Alban Sarron, Philippe Temey, Guillaume Cottin respectivement à la trompette, trombone et saxophone, Bertille Fraisse au violon et Laurent Kebous des Hurlements d'Léo au chant.
Laurent Kebous et Hame Rek ont participé en invités sur plusieurs concerts de la tournée 2017-2018.

## Discographie

### Albums studio
- 2009 : Calle Riereta (autoproduction)
- 2011 : Louise Kick an Eyebrow (Mosaic Music / Green Piste Records)
- 2014 : Refugi Tape (L'Autre Distribution / Green Piste Records)
- 2017 : One Shot (L'Autre Distribution / Green Piste Records)
- 2021 : Mosaïk (L'Autre Distribution / Green Piste Records)